# Charles Looff

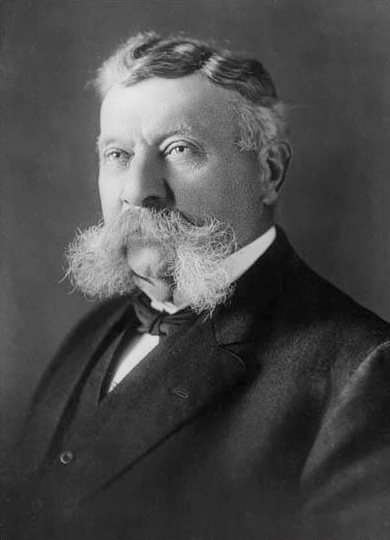
Charles I. D. Looff

Charles I. D. Looff (eigentlich Carl Jürgen Detlef Looff; * 24. Mai 1852 in Bramstedt; † 1. Juli 1918 in Long Beach, Kalifornien) war ein deutsch-amerikanischer Baumeister und Betreiber von handgeschnitzten Karussells und von Vergnügungsparks in den USA. Looff und sein Sohn Arthur gelten als Väter der modernen Vergnügungsparks.

## Leben
Looff wurde im damaligen Bramstedt, heute Bad Bramstedt, geboren. In seinem Taufeintrag in den Bramstedter Kirchenbüchern werden Jürgen Detlef Christian Looff, Schmied aus Rendsburg, und Catherina Looff, geborene Ralfs, als Eltern genannt.
Er erlernte die Kunst der Holzschnitzerei und wanderte bereits mit 18 Jahren in die Vereinigten Staaten aus. Am 14. August 1870 kam er in New York City an. Dort wohnte er zunächst in der Leonard Street in Greenpoint, Brooklyn, und arbeitete als Schnitzer in einer Möbelfabrik. In New York lernte er die ebenfalls aus Deutschland kommende Anna Dolle kennen und heiratete sie am 6. Dezember 1874 in Manhattan. Nach der Arbeit in der Fabrik stellte Looff in Heimarbeit hölzerne Pferde her, die er zu einem Karussell montierte, und stellte dieses 1876 bei Baders Bade-Pavillon an der West Sixth Street / Surf Avenue auf. Dies war das erste Karussell in Coney Island.
Aus diesen Anfängen entwickelte sich eine äußerst erfolgreiche Unternehmensgeschichte, die nicht nur zu weiteren Karussells (ca. 40 werden Looff zugeschrieben), sondern zu ganzen Vergnügungsparks führte. Einer der bekanntesten ist wohl der auf der Santa Monica Pier, den Looff und sein Sohn Arthur 1916 eröffneten.
Heute stehen noch einige Karussells in den USA stehen, die von Looff geschaffen wurden. Viele sind zerstört worden (etwa 1943 in Long Beach durch Feuer) und andere abgerissen. Einige wurden auch unter Einsatz öffentlicher Mittel erhalten. Heute erzielen einzelne Figuren von Looff hohe Preise auf Auktionen und gelten als Kunstgegenstand. Selbst das Museum of Fine Arts in Boston hat eine Figur (einen Windhund) in seine Bestände genommen. Selten kommen noch ganze Karussells zum Verkauf, 2008 wurde eines zur Auktion freigegeben.